# Temple maçonnique de Saint-Dié-des-Vosges
Le temple maçonnique de Saint-Dié-des-Vosges est un temple maçonnique situé dans la ville de Saint-Dié-des-Vosges, dans les Vosges en région Lorraine.

## Histoire
Il remplace un premier temple installé en 1903, construit après la Première Guerre mondiale. Il fut réalisé par l'architecte-décorateur Furst et décoré d'une verrière de Jacques Gruber. 
L'édifice est inscrit partiellement au titre des monuments historiques par arrêté le 13 février 1997.

## Description
Le décor représente les principaux symboles maçonniques : compas, équerre, étoile, maillet.